# Àlex Niño
Àlex Niño (anglès: Alex Niño)  (Tarlac, 1 de maig de 1940) és un autor de còmics filipí conegut sobretot pel seu treball per a les editorials americanes DC Comics, Marvel Comics i Warren Publishing, i per a la revista Heavy Metal.

## Biografia
Alex Niño va néixer l'1 de maig de 1940, a Tarlac, Luzon Central, Filipines, fill d'un fotògraf professional. Niño va estudiar medicina breument a la  abans de marxar el 1959 per perseguir el seu objectiu de la infància de convertir-se en artista de còmics. El 1965, després d'estudiar amb Jess Jodloman, Niño va col·laborar amb Clodualdo del Mundo Sr. per crear el llargmetratge "Kilabot Ng Persia" ("El terror de Pèrsia") per a Pilipino Komiks. Niño i Marcelo B. Isidro van crear més tard el llargmetratge "Dinoceras" per a Redondo Komiks. Altres treballs de Valry Philippine inclouen la sèrie Gruaga - El cinquè racó del món per a Pioneer Komiks; el llargmetratge "Mga Matang Nagliliyab" ("Els ulls que brillen a la foscor") amb Isidro per a Alcala Komiks; i per a PSG Publications, històries de la Bruixa Bruhilda, que van ser adaptades al cinema.

### Còmics DC
Niño va ser un dels artistes de còmics filipins d'avantguarda Alfredo Alcalá, Nestor Redondo i Gerry Talaoc — per a còmics americans per l'editor de DC Comics Joe Orlando i l'editor Carmine Infantino el 1971, després de l'èxit del pioner Tony DeZuniga. El primer treball de Niño als còmics als Estats Units va ser dibuixar i entintar la història de nou pàgines "To Die for Magda" a la sèrie House of Mystery número 204 (juliol de 1972) de DC Comics, escrita per Carl Wessler. Niño aviat va començar a contribuir regularment a altres antologies sobrenaturals de DC com ara House of Secrets and Forbidden Tales of Dark Mansion, Secrets of Sinister House, Weird War Tales, Weird Mystery Tales i The Witching Hour. També va dibuixar el llargmetratge d'aventures a la jungla "Korak" en alguns números de Tarzan de DC. Excepte per una història per a Gold Key Comics 'Mystery Comics Digest núm. 17 (maig de 1974), Niño, que es va traslladar als Estats Units el 1974, va dibuixar còmics exclusivament per a DC fins a principis de 1975.
Amb l'escriptor i editor Robert Kanigher, Niño va crear el protagonista pirata caribeny del segle XIX de DC, El Capità Fear, a Adventure Comics núm. 425 (desembre de 1972). Niño i l'escriptor Jack Oleck van crear el llargmetratge de ciència-ficció "Space Voyagers" a Rima, the Jungle Girl núm.1 (maig de 1974).
Entre 1973 – 1974, Niño va treballar per a Pendulum Press, il·lustrant adaptacions de còmics de les obres literàries clàssiques La màquina del temps, Moby-Dick, Els tres mosqueters, L'home invisible i La guerra dels mons. El 1976, Marvel Comics va reimprès diverses d'aquestes històries, amb color afegit, a la seva línia Marel Classics Comics.

### Còmics de Marvel
Després de dibuixar alguns anuncis de la casa i una portada per a dues de les revistes de còmics en blanc i negre de Marvel Comics, Niño va treballar amb l'escriptor i editor Roy Thomas en una adaptació de 17 pàgines del conte de Harlan Ellison "'Repent, Harlequin!' Said the Ticktockman" al número 3 en blanc i negre de Unknown Worlds of Science Fiction (maig de 1975). Això va donar lloc a un conte de 30 pàgines de Conan el Bàrbar, "People of the Dark" a The Savage Sword of Conan núm. 6 (juny de 1975), també amb Thomas, i una adaptació de 23 pàgines de la novel·la de Michael Moorcock Behold the Man, amb l'escriptor Doug Moench a Unknown Worlds of Science Fiction, núm. 6 (novembre de 1975).
Niño va signar un contracte amb Ralph Bakshi per treballar a la pel·lícula Wizards, i li van concedir un visat de treball, però no va poder obtenir permís del govern filipí per marxar als Estats Units fins dos mesos després. Quan va arribar als Estats Units, no només havia acabat l'animació de la pel·lícula, sinó que el visat de Niño no li permetia presentar treballs com a autònom en cap altre projecte.
Niño va fer poca cosa més pels còmics en color de Marvel, entintant dos números de la sèrie Power Man de Luke Cage i una història de " Weirdworld " a Marvel Premiere núm. 38 (setembre de 1977).

### Warren iel heavy metal
En canvi, Niño va trobar el seu nínxol en el terror i la ciència-ficció / fantasia per a públic madur de les revistes de còmics en blanc i negre de Warren Publishing Creepy, Eerie, 1984  i Vampirella, i la pionera Heavy Metal  de HM Communications, una revista de còmics en color que barrejava còmics artístics europeus importats amb noves obres americanes. De 1977 a 1984, Niño va dibuixar nombroses històries, portades i il·lustracions per a aquestes editorials, barrejades amb històries molt ocasionals per a títols d'antologia sobrenatural de DC Comics i alguns treballs menors per als títols de superherois de curta durada d'Archie Comics The Comet and Shield - Steel Sterling.

### Vida posterior i carrera professional
El 1984, va substituir Trevor Von Eeden com a artista a la sèrie Thriller de DC. El treball de Niño per a DC a mitjans dels anys vuitanta va incloure una rara incursió en títols de superherois com Action Comics, Batman Annual, Fury of Firestorm, Justice League of America i The Omega Men. Ell i l'escriptor Arthur Byron Cover van crear els "Space Clusters" per a la DC Graphic Novel, núm. 7 (1986). El treball de finals dels anys vuitanta inclou números d'Asylum, World of Young Master Special i Demon Blade de New Comics Group, i Den de Fantagor Press. Niño va escriure i dibuixar una aventura oculta d'un sol número, Alex Niño Nightmare, núm. 1 (desembre de 1989), per a Innovation Comics.
Després de deixar els còmics durant quatre anys, Niño va tornar per fer treballs menors per a Dark Horse Presents de Dark Horse Comics, Shaman de Continuity Comics i Mullkon Empire, núm.4 de John Jakes de Big Entertainment, i per tornar a treballar amb el guionista Roy Thomas per a la història de 37 pàgines de Conan el Bàrbar "Lions of Corinthia" a The Savage Sword of Conan, núm. 228 (desembre de 1994). Després de deixar els còmics l'any següent, Niño va tornar el 1999 per escriure i dibuixar una història cadascun a Frank Frazetta Fantasy Illustrated, núm. 7-8 de Quantum Cat Entertainment (juliol i setembre de 1999).
Després d'una altra pausa en els còmics, durant la qual va treballar en els dissenys per a la pel·lícula d'animació Atlantis: The Lost Empire (2001) de Walt Disney Pictures, Niño va tornar per dibuixar Bliss a la sèrie de quatre números de Tap Publishing God the Dyslexic Dog (juliol de 2004). El 2008, Niño va dibuixar la minisèrie de tres números *Dead Ahead*, dels guionistes Mel Smith i Clark Castillo per a Image Comics. Niño va col·laborar amb l'escriptor Jeff Lemire en una història per a Batman Black and White vol. 2 núm. 2 (desembre 2013).
Tot i està oficialment retirat, Niño va continuar produint obres d'art per encàrrecs, assistint a convencions de fans i impartint classes d'art cada any a les Filipines. El 2015, va autopublicar una col·lecció d'obres d'art, Art Quest of Alex Niño, disponible al seu lloc web.

## Premis
Niño va rebre un premi Inkpot el 1976.

## Llegat
L'artista de còmics Whilce Portacio va ser influenciat per Niño, i va dir: "Vaig estar exposat a l'obra d'art súper estilitzada d'Alex Niño i això va tenir una gran influència en mi. El sentit del disseny i la imaginació il·limitada d'Alex Niño realment em van inspirar per deixar que el meu costat creatiu imaginés nous mons i personatges.